# Socialistisch classicisme

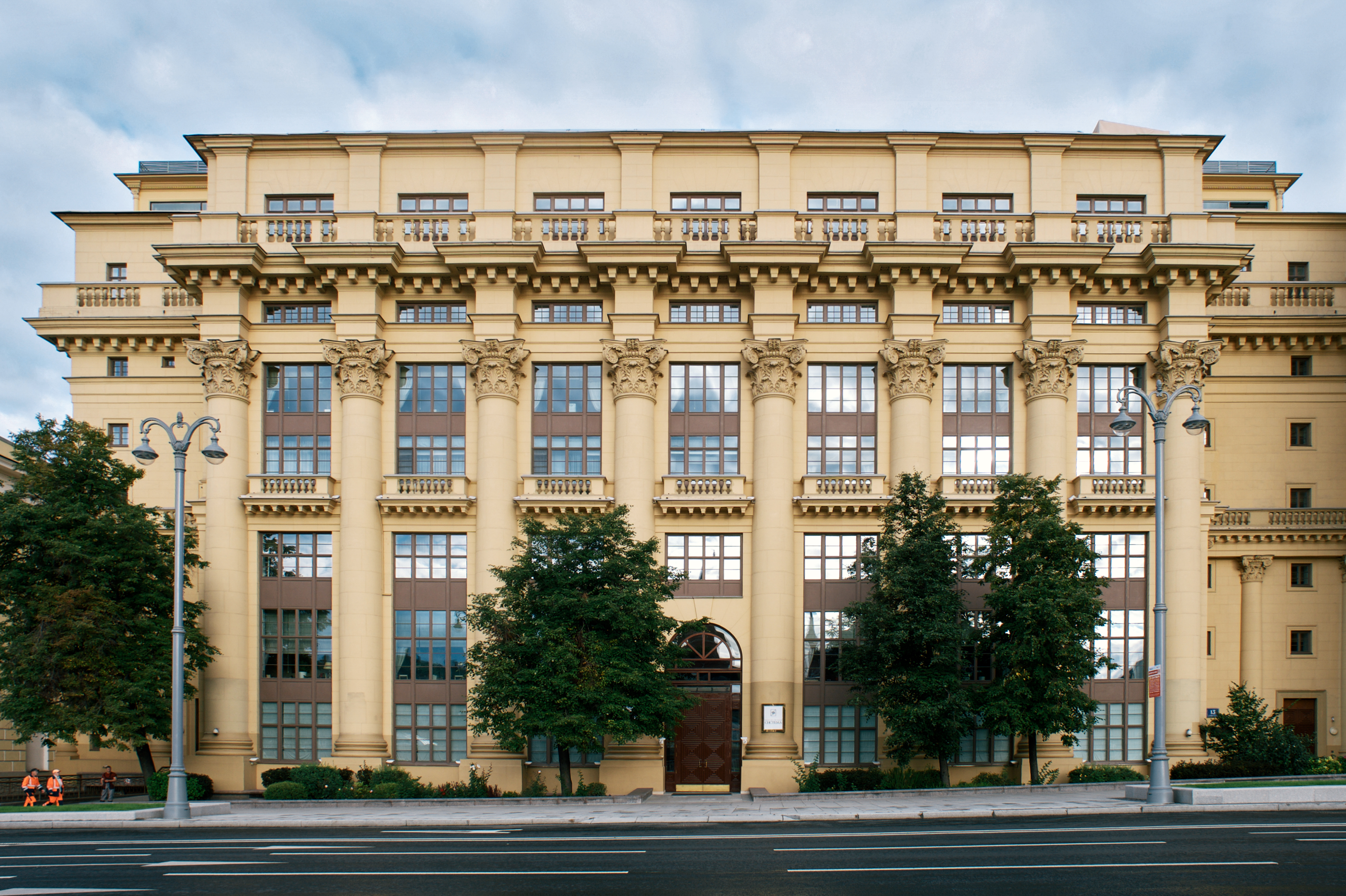
Appartementen aan de Mochovajastraat in Moskou, door Ivan Zjoltovski

Socialistisch classicisme (Russisch: Ста́линская архитекту́ра, stalinistische architectuur) was een architectuurstijl in de Sovjet-Unie voor belangrijke gebouwen. Het onthullen van het eerste ontwerp voor het Paleis van de Sovjets in 1933 vormde het begin en eindigde met de destalinisatie in 1955. De stroming verspreidde zich na de Tweede Wereldoorlog ook in de DDR en de andere staten van het Oostblok. De meest opvallende gebouwen in deze stijl vormen wolkenkrabbers. De meeste -zeven stuks- zijn in Moskou gebouwd en hebben de bijnaam de Zeven Zusters. De achtste is het Paleis van Cultuur en Wetenschap in Warschau.

## Ontwikkeling

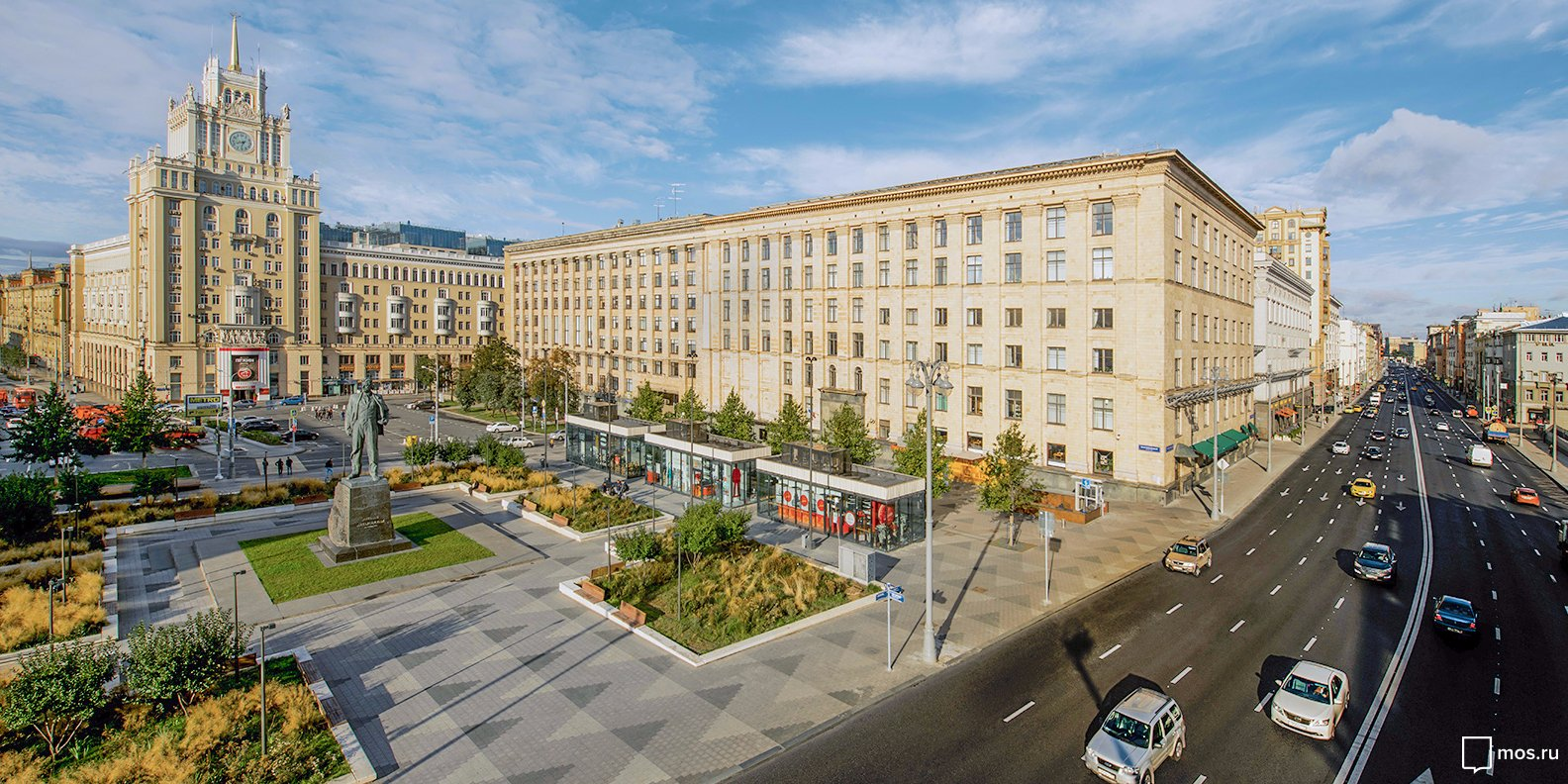
Het linker bouwdeel heeft de meeste ornamenten; naar rechts zijn dat er steeds minder.

Bij het ontstaan van de Sovjet-Unie waren kunstenaars nog min of meer vrij wat het maken van kunst en architectuur betrof. Binnen de architectuur en de beeldhouwkunst vierde het constructivisme hoogtij. Deze avant-garde stijl werd in de jaren dertig geleidelijk conservatiever om langzaam over te gaan in de stijl van het classicisme.

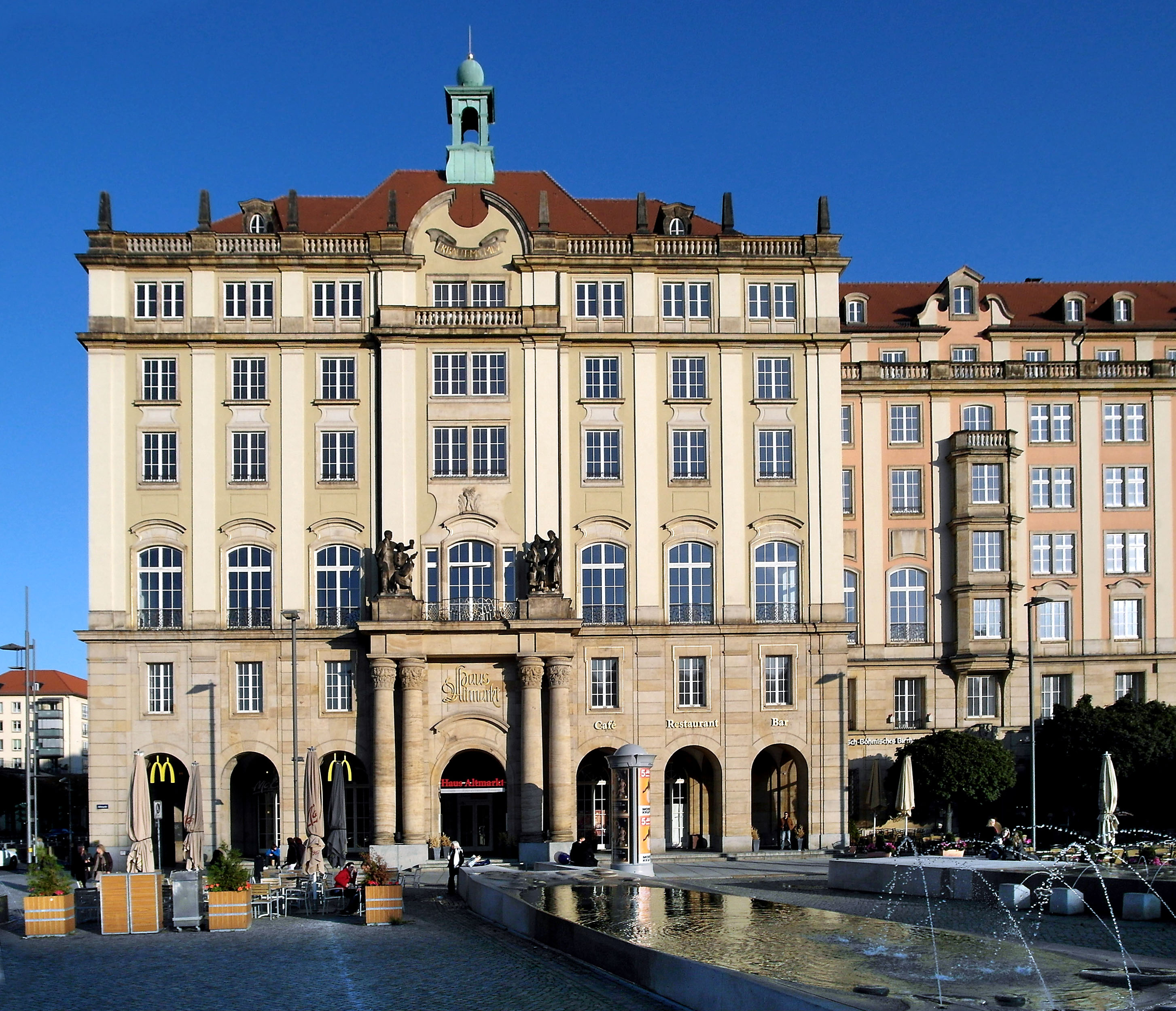
Op de 16 Grundsätze des Städtebaus gebaseerd gebouw (1953-56) aan de Altmarkt te Dresden.

Na deze eerste fase bereikte de stijl in de tweede fase de periode met de meeste ornamenten. In de laatste periode tot 1955 werd de stijl soberder, onder meer om economische redenen.

### Duitse Democratische Republiek
In de DDR werd er uitgegaan van een eind juli 1950 gepubliceerd regeringsmanifest, getiteld:  Die 16 Grundsätze des Städtebaus, De 16 principes van de stedenbouw. Dit was na een bezoek van hoge Oost-Duitse functionarissen aan de Sovjet-Unie opgesteld, en zou tot 1955 de richtsnoer voor de stadsontwikkeling in de DDR blijven. Het grootste project dat (deels) in de stijl is uitgevoerd is de Karl-Marx-Allee in Berlijn, die zich twee kilometer uitstrekt vanaf de Alexanderplatz.